# Kirill Alekseïenko
Kiril Alekseïevitch Alekseïenko (en russe : Кирилл Алексеевич Алексеенко, en anglais : Kirill Alexeyevich Alekseenko) est un joueur d'échecs russe né le 27 juin 1997 à Saint-Pétersbourg. Grand maître international depuis 2015, il a remporté le mémorial Tchigorine à trois reprises.
Il est affilié à la fédération autrichienne depuis 2023.
Au 1er mars 2025, il est le 1re joueur autrichien et le 74e joueur mondial avec un classement Elo de 2 653 points.

## Biographie et carrière

### Palmarès
Kirill Alekseïenko a remporté :
- le championnat d'Europe des moins de dix ans en 2007 ;
- le championnat du monde des moins de 14 ans en 2011 ;
- le championnat d'Europe des moins de treize ans en 2013 ;
- le mémorial Andranik Margaryan en 2015 à Erevan[2] ;
- le mémorial Tchigorine à trois reprises (en 2015, 2016 et 2017) ;
- la Rilton Cup à Stockholm en janvier 2018.

### Championnat de Russie 2019
Alekseïenko finit troisième ex æquo lors de la ligue supérieure du championnat de Russie en juin-juillet 2019 avec une marque 6 points sur 9, ce qui le qualifie pour la super-finale du championnat de Russie d'échecs 2019. Lors de la super-finale disputée en août 2019, il marque la moitié des points (5,5/11) et termine à la cinquième place ex æquo.

### Coupes du monde 2019 et 2021
En 2019, Alekseïenko est sélectionné pour participer à la  Coupe du monde d'échecs 2019 par les organisateurs. Il bat au premier tour le Vietnamien Nguyễn Ngọc Trường Sơn, puis au deuxième tour le Norvégien Johan-Sebastian Christiansen et au troisième tour l'Indien Pentala Harikrishna. Il est éliminé au quatrième tour par le numéro trois mondial Ding Liren.
Lors de la Coupe du monde d'échecs 2021, il fut éliminé au deuxième tour par Michał Krasenkow après avoir été exempt au premier tour du fait de son classement Elo.

### Tournoi Grand Suisse FIDE 2019
L'Open de l'île de Man, appelé Tournoi Grand Suisse FIDE 2019, organisé par la Fédération internationale, accueille les meilleurs joueurs du monde. Kirill Alekseïenko termine à la 3e-9e place avec 7,5 points sur 11, ex æquo avec Aronian, Anton Guijarro, Carlsen, Nakamura et Vitiougov. Il est classé troisième du tournoi grâce à un meilleur départage (moyenne des classements Elo des dix meilleurs adversaires rencontrés).

### Compétitions par équipe
En 2019, Alekseïenko  marqua 4,5 points sur 8 au troisième échiquier au championnat d'Europe d'échecs des nations et remporta la médaille d'or par équipe avec la Russie.

### Tournoi des candidats de 2020-2021
Kirill Alekseïenko est sélectionné pour participer tournoi des candidats par les organisateurs du tournoi.Il est 7e-8e (dernier) ex æquo après le premier tour du tournoi qui s'arrête le 26 mars 2020. Le deuxième tour du tournoi commence le 19 avril 2021. Alekseïenko termine à l'avant-dernière place du tournoi.